# Bedoń (gmina)
Bedoń – dawna gmina wiejska istniejąca w XIX wieku w guberni piotrkowskiej. Siedzibą władz gminy był Bedoń.
Za Królestwa Polskiego gmina Bedoń należała do powiatu brzezińskiego w guberni piotrkowskiej.
Gmina została zniesiona w 1874 roku, a z jej obszaru oraz z obszaru zniesionej gminy Gałków utworzono gminę Gałkówek.